# Левит, Изяслав Эликович
Изясла́в Э́ликович Леви́т (также Израиль Ильич; 17 апреля 1922, Кишинёв, Бессарабская губерния — 13 февраля 2021, Форт-Ли, Нью-Джерси) — советский и молдавский историк, доктор исторических наук (1983), профессор. Автор многочисленных работ в области истории Бессарабии в период румынского контроля и в годы Великой Отечественной войны, оккупационной политики Румынии в Транснистрии и Бессарабии. Лауреат Государственной премии Молдавской ССР (1972).

## Биография
В 1940 году окончил румынский лицей «Богдан Петричейку Хашдеу» в Кишинёве и поступил в Кишинёвский педагогический институт. 6 июля 1941 года был мобилизован на строительство полевых укреплений, к востоку от Днестра вместе с фортификационным батальоном попал в окружение, но сумел вырваться. В октябре 1941 года бессарабцы были отозваны с фронта и направлены в тыл, работал на заводе в Астрахани. После эвакуации предприятия был направлен для продолжения учёбы на историческом факультете в эвакуированный в Бугуруслан Кишинёвский государственный педагогический институт имени Иона Крянгэ, после окончания которого в октябре 1945 года поступил на работу младшим научным сотрудником сектора истории Молдавского научно-исследовательского института истории, экономики, языка и литературы молдавского филиала Академии Наук СССР (с 1961 года — Академия наук МССР). В ходе кампании по борьбе с космополитизмом в 1948 и в 1951 годах был обвинён в стремлении обелить румынские оккупационные власти в Молдавии в период Великой Отечественной войны.
В 1958 году защитил диссертацию на звание кандидата исторических наук. В 1957—1962 годах — учёный секретарь Института истории АН МССР.
В 1962—1987 годах — заведующий отделом истории стран Юго-Восточной Европы. В 1980—1987 годах вёл курс новейшей истории в Кишинёвском педагогическом институте. С 1991 года — главный научный сотрудник и заведующий отделом истории и культуры евреев (иудаики) Молдовы Института национальных меньшинств Академии Наук Молдавии (впоследствии Институт межэтнических отношений). С середины 1990-х годов — в США (Форт-Ли), сотрудничал с нью-йоркской газетой на идише «Форвертс».
Автор научных и научно-популярных трудов по новейшей истории Румынии, Молдавии, Бессарабии, международным отношениям, истории Второй мировой войны; с начала 1990-х годов занимался также историей Холокоста в зоне румынской оккупации — на территории Бессарабии, Буковины, Транснистрии. Лауреат Государственной премии Молдавской ССР (1972) за участие в составлении двухтомной «Истории Молдавской ССР».
Вершиной научной деятельности И. Э. Левита стало издание в конце 1990-х годов монографий о кратковременном периоде независимости Бессарабии и образовании Молдавской демократической республики (1917—1918) — «Движение за автономию Бессарабии в 1917 году. Образование Сфатул Цэрий. Провозглашение Молдавской Демократической Республики» (1997) и монументального 500-страничного труда «Год судьбоносный. Молдавская республика: От провозглашения Молдавской Республики до ликвидации автономии Бессарабии» (2000, обе были переведены на румынский язык в 2003 и 2008 годах); монографии «Бессарабский вопрос в контексте международных отношений: Парижская мирная конференция» (2012) и двухтомника «Еврейский вопрос в политике диктатуры И. Антонеску» (2015 и 2017).
Участвовал в проекте энциклопедии «Холокост на территории СССР» (М.: РОССПЭН, 2009 и 2011).
Жена (с 1959 года) — Инна Петровская, сын Александр (1961).

## Книги

### Монографии
- В огне войны крепла дружба народов (с А. А. Кореневым). Кишинёв: Картя молдовеняскэ, 1969.
- Молдавская ССР в Великой Отечественной войне Советского Союза 1941—1945 гг. (с А. Афтенюком, Д. Елиным и А. Кореневым). Кишинёв: Картя молдовеняскэ, 1970. — 674 с.
- Советско-румынские отношения, 1929—1934 гг. От подписания Московского протокола до установления дипломатических отношений (с Я. М. Копанским). Москва: Наука, 1971. — 187 с.
- Внешняя политика Румынии и румыно-советские отношения. Сентябрь 1939 — июнь 1941 (с Б. М. Колкером). Москва: Наука, 1971. — 199 с.
- Участие фашистской Румынии в агрессии против СССР: Истоки, планы, реализация (1 сентября 1939 — 19 ноября 1942). Кишинёв: Штиинца, 1981. — 391 с.
- Крах политики агрессии диктатуры Антонеску (19 сентября 1942 — 23 марта 1944). Кишинёв: Штиинца, 1983. — 376 с.
- Промышленность и рабочий класс Молдавской ССР в годы Великой Отечественной войны (с П. М. Шорниковым). Кишинёв: Штиинца, 1986.
- Движение за автономию Бессарабии в 1917 году. Образование Сфатул Цэрий. Провозглашение Молдавской Демократической Республики. Кишинёв, 1997.
- Пепел прошлого бьётся в наших сердцах: Холокост. Кишинёв: Еврейское культурное общество Республики Молдова, 1997.
- Холокост в Бессарабии в кривом зеркале господина Анатолий Петренку. Кишинёв: Антифашистский демократический альянс РМ, 1999.
- Год судьбоносный. От провозглашения Молдавской Республики до ликвидации автономии Бессарабии. Ноябрь 1917 — ноябрь 1918. Кишинёв: Центральная типография, 2000. — 499 с.
- Izeaslav Levit. An de răspîntie: de la proclamarea Republicii Moldovenești pînă la desființarea autonomiei Basarabiei (noiembrie 1917 — noiembrie 1918). Кишинёв: Universul, 2003. — 400 с.
- В наркотическом угаре юдофобии: по поводу эссе писателя Паула Гомы «Красная неделя 28 июня — 3 июля 1940, или Бессарабия и евреи». Кишинёв: Еврейский общинный культурный центр, 2004.
- Izeaslav Levit. Moldova dintre Prut şi Nistru: 1917. Miscarea pentru autonomia Republicii Moldoveneşti (Молдавия между Прутом и Днестром: 1917). Кишинёв: Editura Cartea Moldovei, 2008. — 365 с.
- Бессарабский вопрос в контексте международных отношений (1919—1920 гг.). Парижская мирная конференция. Тирасполь: Литера, 2012. — 240 с.[6][7][8]
- Воспоминания о Молдавской академии наук и её первом президенте Я. С. Гросуле. Приднестровский государственный университет им. Т. Г. Шевченко. Тирасполь: Полиграфист, 2014. — 263 с.
- Шоа — Холокост — Катастрофа: «Еврейский вопрос» в политике диктатуры И. Антонеску. Том 1. Тирасполь: Литера, 2015. — 560 с.[9][10]
- Шоа — Холокост — Катастрофа: «Еврейский вопрос» в политике диктатуры И. Антонеску. Том 2. Тирасполь: Литера, 2017. — 519 с.

### Сборники под редакцией И. Э. Левита
- Молдавская ССР в Великой Отечественной войне Советского Союза. 1941—1945 гг. Сборник документов и материалов в 2-х томах (составитель, с соредакторами). Кишинёв: Штиинца, 1975. — 674 с.
- Проблемы истории стран Юго-Восточной Европы: политика, культура, историография. Кишинёв: Штиинца, 1989. — 256 с.
- Кишинёвский погром 1903 года: сборник документов и материалов. Кишинёв: Лига, 1993.
- Кишиневский погром 1903 года: Сборник документов и материалов. Составители К. Л. Жигня, Я. М. Копанский, И. Э. Левит, Е. Д. Максименко. Редакторы Я. М. Копанский, А. А. Берзой, К. Л. Жигня. Кишинёв: Ruxanda, 2000.